# وحيدات الخلية مستخدمة الكيتين الخضراء
وحيدات الخلية مستخدمة الكيتين الخضراء (الاسم العلمي: Chitinimonas viridis) هي نوع من البكتيريا، سلبية الغرام، تتبع جنس وحيدات الخلية مستخدمة الكيتين.